# María Gainza
María Gainza (geboren 25. Dezember 1975 in Buenos Aires) ist eine argentinische Schriftstellerin. 

## Leben
María Gainza stammt aus dem argentinischen Großbürgertum und ist eine Enkelin des Herausgebers der Zeitung La Prensa Alberto Gainza Paz. 
Gainza besuchte die Northlands School in Buenos Aires und studierte ein paar Semester Kunstgeschichte ohne akademischen Abschluss. Sie schreibt seit 2003 Kunstkritiken für die Zeitung Página/12 und als Korrespondentin für die New York Times, das Art Forum und die Art news. Sie war Mitherausgeberin der Kunstbuchreihe Los Sentidos. Gainza unterrichtet Kunstgeschichte an der Universidad Torcuato Di Tella. 
2014 erschien ihr erster Roman El nervio óptico, dafür erhielt sie 2017 eine Auszeichnung bei den Premios Konex. 2018 folgte der Kriminalroman La luz negra, der im Kunstmarkt spielt und für den sie 2019 mit dem Premio Sor Juana Inés de la Cruz ausgezeichnet wurde.

## Werke
- El nervio óptico. Mansalva, 2014 
  - Lidschlag. Roman. Übersetzung Peter Kultzen. Berlin : Wagenbach, 2019
- La luz negra. Anagrama, 2018 
  - Schwarzlicht. Roman. Übersetzung Peter Kultzen. Berlin : Wagenbach, 2023